# Cimos
Cimos je slovensko podjetje, ustanovljeno leta 1972 v Kopru, s skupnimi vložki podjetij Citroën, Iskra in Tomos (akronim: Citroën, Iskra, Tomos). Primarno se je ukvarjalo z izdelavo avtomobilskih delov, ter z montažo in prodajo Citroënovih avtomobilov.

## Modeli vozil, proizvedeni v Cimosu
|    | slika | model                                 | kratek opis   |
| -- | ----- | ------------------------------------- | ------------- |
| 1. |       | Cimos Diana                           | Citroën Dyane |
| 2. |       | Cimos Geri                            | Citroën Dyane |
| 4. |       | Reševalno vozilo Cimos Zastava 125 PF | FSO Polonez   |
| 5. |       | Reševalno vozilo Cimos Citroën CX     | Citroën CX    |